# KyivNotKiev

Logo de la campagne #KyivNotKiev

KyivNotKiev est une campagne en ligne lancée par le ministère des Affaires étrangères de l'Ukraine en collaboration avec les quinze membres du centre de communication stratégique « StratCom Ukraine », concernant l'orthographe de la translittération du nom de la capitale ukrainienne dans l'alphabet latin.
Cette campagne fait partie de la campagne plus large « CorrectUA » lancée le 2 octobre 2018 et reprise sur les réseaux sociaux sous le hashtag #KyivNotKiev. En septembre 2020, la Wikipédia en langue anglaise est passée de Kiev à Kyiv. Elle refait surface lors de l'invasion de l'Ukraine par la Russie en 2022, et s'étend à d'autres langues que l'anglais.

## Histoire
La campagne KyivNotKiev fait partie de la campagne plus large « CorrectUA », qui vise à changer les translittérations anglaises non seulement pour Kiev mais aussi pour les noms d'autres villes ukrainiennes, car les translittérations des noms de villes ukrainiennes à partir du russe sont encore assez courantes comme l'utilisation de « Odessa » au lieu de « Odesa », « Kharkov » au lieu de « Kharkiv », « Lvov » au lieu de « Lviv », « Nikolaev » au lieu de « Mykolaïv », « Rovno » au lieu de « Rivne ».

### Motivations
La translittération Kyiv est inscrite dans la loi par le gouvernement ukrainien en 1995 et depuis lors, le pays tente de faire adopter l'orthographe Kyiv plus largement à l'étranger. Interpellant des journaux, le ministère des Affaires étrangères demande que soit écrit « le bon nom de la capitale ukrainienne Kyiv » pour que le nom de la ville soit écrit à l'ukrainienne dans les pays étrangers. Au niveau international, cette translittération est approuvée par la dixième Conférence des Nations unies sur la normalisation des noms géographiques en 2012, mais n'a finalement pas beaucoup d'impact,. Avant 2019, il y a peu de cas d'organisations passant à l'orthographe « Kyiv », car de nombreuses personnes en dehors de l'Ukraine n'en voyaient pas la nécessité ou pensaient que la question était « imposée par les nationalistes »,,. Pour l'Ukraine, la différence entre ces deux noms réside dans le fait que l'un est une appellation russe et l'autre ukrainienne. Choisir l'appellation ukrainienne plutôt que la russe est vu comme une façon de renforcer par le langage l'indépendance de l'Ukraine vis-à-vis de son voisin et éloigner la ville de son passé soviétique. France Info rapporte dans un article que Kiev est une francisation du mot russe pour désigner la ville et se prononçant « Kief ». Le déclenchement de la guerre russo-ukrainienne a encouragé de nombreux médias occidentaux à changer d'orthographe. Plusieurs médias québécois dont La Presse et Les Affaires annoncent désormais privilégier la graphie « Kyiv ».

« Aujourd’hui, ces quatre lettres sont devenues le symbole de la russification de la toponymie ukrainienne, qui a contribué à diluer une langue et une culture dans le grand creuset tsariste puis soviétique. »

— Libération
Pour beaucoup[Qui ?], utiliser le nom russophone revient à valider la thèse du Kremlin, selon laquelle le territoire actuel de l’Ukraine engloberait « des parties du territoire historique de la Russie », justifiant ainsi l’invasion de l'Ukraine par la Russie en 2022.

### Objectif
Son objectif est de persuader les médias et les organisations de langue anglaise d'utiliser exclusivement Kyiv (dérivé du nom ukrainien Київ) au lieu de Kiev (dérivé du nom russe Киев) comme nom de la capitale ukrainienne,.

### Applications
Après le début de la campagne, le nom de Kyiv au lieu de Kiev commence à être utilisé par des médias anglophones comme la BBC, The Guardian, Associated Press, The Wall Street Journal, The Globe and Mail, The Washington Post, Financial Times, The Economist The Daily Telegraph, The New York Times et d'autres médias étrangers.
En juin 2019, à la demande du département d'État des États-Unis, de l'ambassade d'Ukraine aux États-Unis et d'organisations ukrainiennes en Amérique, le nom de Kyiv a été officiellement adopté par le United States Board on Geographic Names comme le seul correct, ce qui conduit le gouvernement fédéral des États-Unis à utiliser uniquement « Kyiv »,,. Avant cela, les deux noms étaient utilisés.

### Wikipédia en langue anglaise

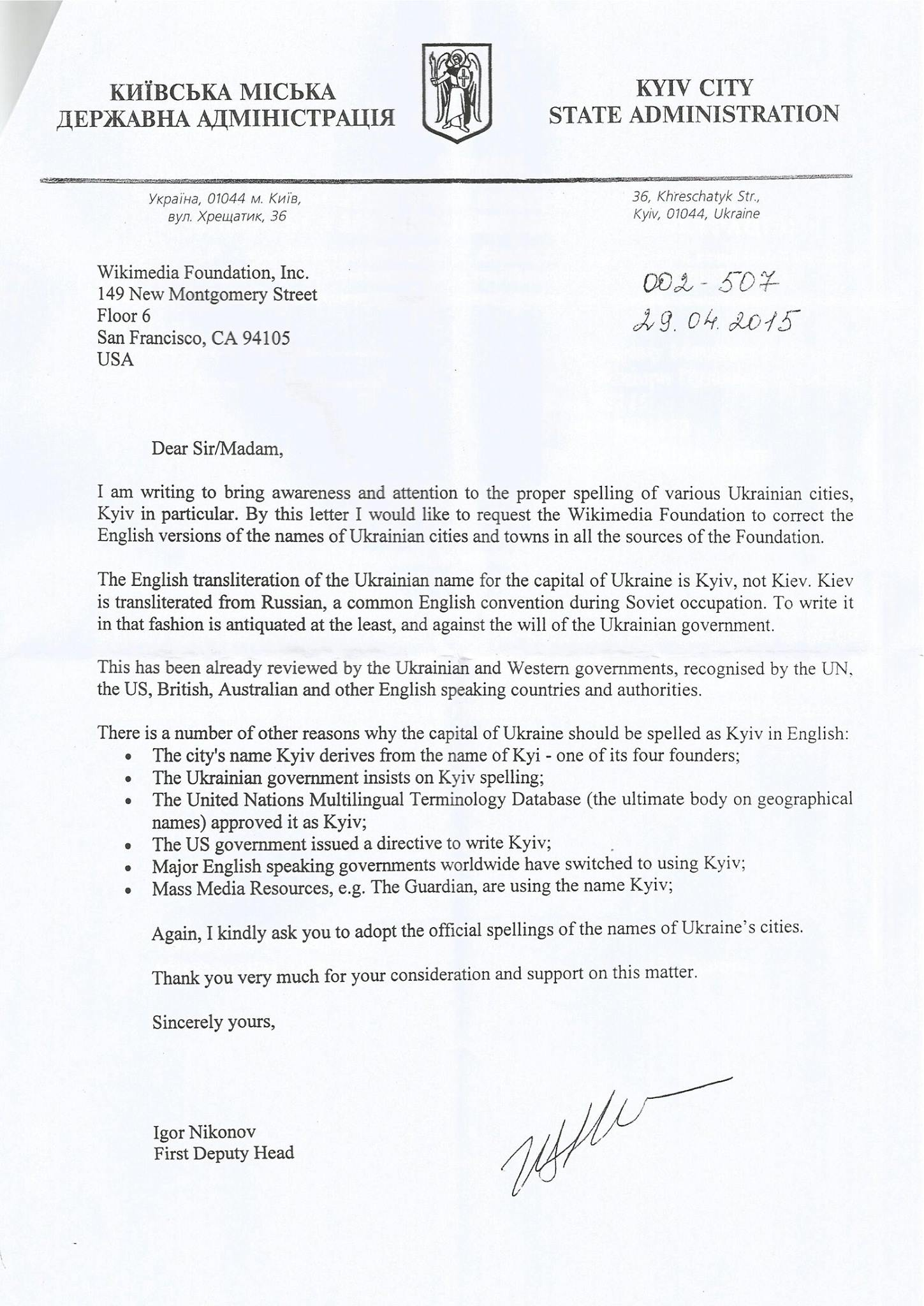
Lettre de l'administration d'État de la ville de Kyiv à la Wikimedia Foundation.

Les conflits pour le nom de la ville de Kiev se retrouvent sur la Wikipédia en langue anglaise, où deux camps d'éditeurs défendent leur version du nom de la ville : certains tentent de renommer l'article en « Kyiv », d'autres s'y opposent et souhaitent conserver le titre « Kiev » . Entre 2007 et début 2020, au moins 12 discussions concernent la proposition de renommage de l'article, sans qu'aucune n'aboutisse à un changement du titre. La graphie « Kyiv » est finalement fixée en septembre 2020,.
La seule tentative connue de l'État ukrainien d'influencer la Wikipédia en anglais est une lettre de l'administration d'État de la ville de Kiev à la Wikimedia Foundation (une organisation dont dépend Wikipédia) demandant que Kiev soit corrigé en Kyiv[réf. nécessaire].